# Rubèn Xaus i Moreno
Rubèn Xaus i Moreno   (Sant Cugat del Vallès, 18 de febrer de 1978) és un pilot de motociclisme català que competeix internacionalment en categoria Superbike, havent-ne estat Subcampió del Món la temporada del 2003, així com el primer català a guanyar-ne mai una cursa del Mundial (el 2001 a Oschersleben, Alemanya). Després d'haver corregut gairebé sempre per a Ducati, el 2009 passà a integrar l'equip oficial de BMW i el 2011, el d'Honda. Ha competit també en categoria MotoGP durant les temporades 2004 i 2005, amb resultats discrets.
Xaus és conegut dins l'ambient motociclista com a Spiderman a causa del seu cos llargarut (fa 1,83 m i pesa 74 kg), que fa que pengi sobre la motocicleta d'una manera peculiar.

## Trajectòria esportiva
A cinc anys tingué la seva primera moto, una Montesa de 25 cc regal del seu pare (afeccionat al mountain bike, hi havia competit de forma amateur). A 14 anys Rubèn ja competia en proves de motociclisme fora d'asfalt, però son pare el convencé de dedicar-se a les curses de velocitat. Participà aleshores Critèrium Solo Moto 125cc, i el mateix any guanyà el Campionat de Catalunya de Supermoto 80cc. El 1994 va competir en l'Open Ducados Supersport a Espanya, acabant-hi el dissetè, i l'any següent ja hi fou tercer. Aquell any, 1995, va competir al trofeu FIM Thunderbike i va disputar quatre Grans Premis del mundial de 250cc. El 1996 fou sisè a la Thunderbike, passant el 1997 al Mundial de Supersport, on acabà el dissetè.
El 1998 competí en el Campionat d'Alemanya de Superbike professional i hi acabà sisè a la general. El 1999 fou cinquè al Mundial de Supersport, aconseguint la seva primera victòria a Circuit de Misano. El 2000 passà a formar part de l'equip oficial de Ducati, pilotant les motos de fàbrica de Supersport, i acabà setè aconseguint una victòria.

### Superbike
De cara al 2001 canvià a l'equip de Superbike de Ducati, com a company de l'aleshores campió Troy Bayliss. Va començar la temporada amb dificultats, amb un cinquè lloc com a millor resultat durant les primeres 8 curses fins que, a Oschersleben, esdevingué el primer català a guanyar una cursa del Mundial (concretament, la segona). Un parell de segons a Assen (ajudant a Bayliss a aconseguir el títol) i una segona victòria a Imola el situaren en sisena posició final del campionat, resultat que repetí el 2002. El 2003 fou el seu millor any, amb quinze podis i set victòries, essent finalment Subcampió darrere el seu company d'equip Neil Hodgson.

### MotoGP

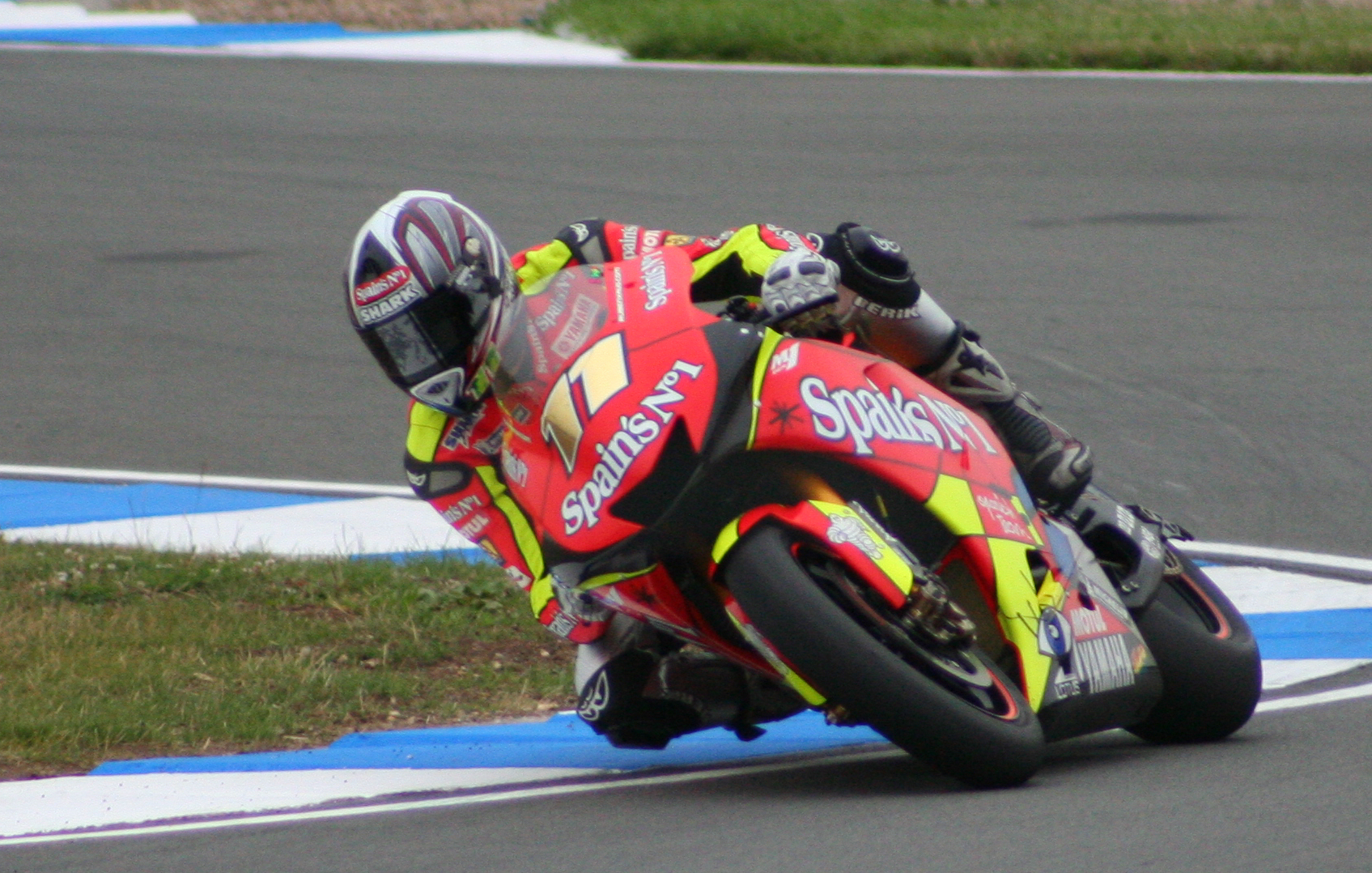
Amb la Yamaha al del 2005

Xaus provà sort al Mundial de MotoGP la temporada de 2004 com a membre de l'equip D'Antin Ducati, satèl·lit de la marca italiana. L'equip, però, mancava de finançament adient i no podia permetre's una temporada de proves inicial. Tot i així, Xaus s'adaptà millor a la situació que el seu company d'equip Hodgson. Després d'uns resultats respectables i el seu primer podi al Circuit Internacional de Losail (Qatar) assolí el títol de Rookie of the Year (“debutant de l'any”) i l'onzena posició final al campionat. El 2005 canvià a l'equip Fortuna Yamaha com a company del seu amic Toni Elías, però un lliurament de potència més pronunciat i un xassís difícil, combinats amb l'estil de pilotatge forçat de Xaus, feren que semblés un corredor diferent al de 2004. Es va estavellar diverses vegades, acabant setzè general amb un desè lloc com a millor resultat.

### Retorn a Superbike (2006)
De cara al 2006, tornà al Campionat del Món de Superbike, dins el nou equip satèl·lit italià Ducati Sterilgarda Berik, juntament amb l'amo de l'equip Marc Borciani. Establí en dues ocasions la volta més ràpida, però sovint acabava en caiguda i fou només catorzè a la general.

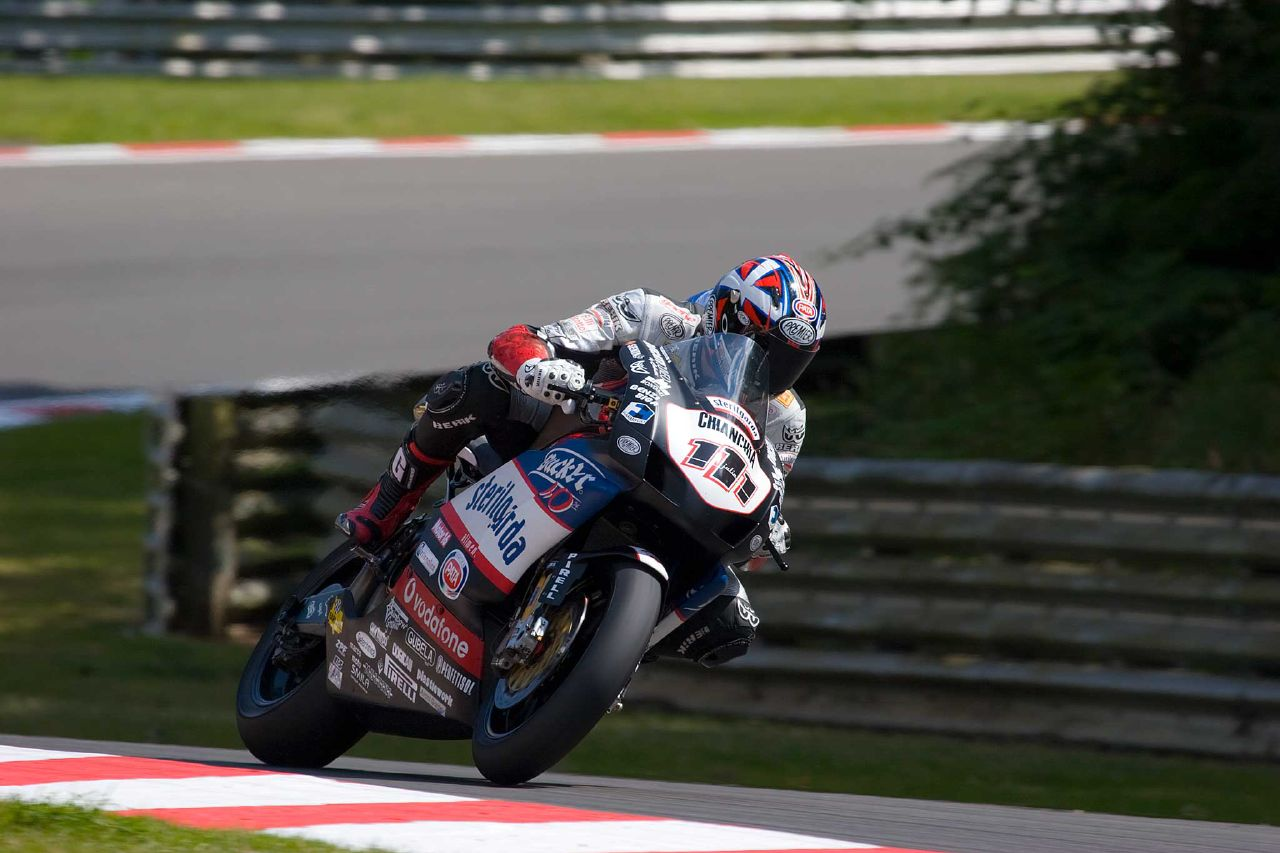
Amb la Ducati a Brands Hatch el 2007

Acabà la temporada del 2007 en sisena posició, amb un total de 201 punts (just darrere de l'ex-campió Troy Corser), anotant la primera victòria per al seu equip al Circuit Ricardo Tormo de Xest. El 2008, Max Biaggi li aconseguí una Ducati 1098R de l'equip Sterilgarda-GoEleven. Va començar molt bé l'any, amb victòria a la segona cursa de la prova inaugural, Qatar, i a la segona cursa de Misano davant Biaggi i Bayliss, però no en va aconseguir cap altra. A Donington Park es pensava que havia acabat tercer en una cursa i es va aturar per la forta pluja però, just abans de la celebració al podi, es va assabentar que havia estat desqualificat per no haver tornat prou ràpid a boxes després d'haver xocat immediatament abans que la cursa s'aturés. Aleshores, es negà a abandonar el podi i va insultar els comissaris i el corredor que havia heretat el seu tercer lloc al podi (casualment, el seu company d'equip Max Biaggi). A manca de tres jornades per al final del campionat, Xaus era desè a la classificació general.
El 26 de juny del 2008, esdevingué pilot oficial de BMW, per tal de pilotar la BMW S1000RR durant la temporada de 2009

## Actualitat
El 16 de març del 2007 es casà amb la seva promesa de feia anys, Mariona. El casament es va celebrar a Andorra, on la parella viu amb la seva filla Júlia, nascuda el novembre del 2006 Entre altres aficions, Xaus practica el mountain bike, el surf de neu i el golf.
El 2016 ha començat a fer de comentarista i ajudant, al costat d'en Francesc Latorre, durant les retransmissions del Campionat del Món de Superbike del canal Esport3.

## Palmarès
| Any  | Campionat  | Posició | Equip                | Motocicleta        |
| ---- | ---------- | ------- | -------------------- | ------------------ |
| 1997 | Supersport | 17è     |                      |                    |
| 1998 | Superbike  | 51è     |                      |                    |
| 1999 | Supersport | 5è      |                      |                    |
| 2000 | Supersport | 7è      | Ducati               | Ducati 748         |
| 2001 | Superbike  | 6è      | Ducati               | Ducati 916         |
| 2002 | Superbike  | 6è      | Ducati               | Ducati 998         |
| 2003 | Superbike  | 2n      | Ducati               | Ducati 999         |
| 2004 | MotoGP     | 11è     | D'Antin              | Ducati Desmosedici |
| 2005 | MotoGP     | 16è     | Fortuna Yamaha Tech3 | Yamaha YZR M1      |
| 2006 | Superbike  | 14è     | Sterilgarda Berik    | Ducati 999         |
| 2007 | Superbike  | 6è      | Sterilgarda Berik    | Ducati 999 F06     |
| 2008 | Superbike  | 10è     | Sterilgarda Berik    | Ducati 999 F06     |
| 2009 | Superbike  | 17è     | BMW                  | BMW S1000RR        |
| 2010 | Superbike  | 15è     | BMW                  | BMW S1000RR        |
| 2011 | Superbike  | 17è     | Honda                | Honda CBR1000RR    |

### Resultats al Mundial de Superbike
Barem de puntuació de 1993 ençà:
| Posició | 1  | 2  | 3  | 4  | 5  | 6  | 7 | 8 | 9 | 10 | 11 | 12 | 13 | 14 | 15 |
| Punts   | 25 | 20 | 16 | 13 | 11 | 10 | 9 | 8 | 7 | 6  | 5  | 4  | 3  | 2  | 1  |

(Ids. Rondes | Llegenda) (Curses en negreta indiquen pole; curses en  itàlica indiquen volta ràpida)
| Any  | Moto   | 1       | 1       | 2      | 2      | 3       | 3       | 4       | 4       | 5       | 5       | 6       | 6       | 7       | 7       | 8       | 8       | 9       | 9       | 10      | 10      | 11      | 11      | 12      | 12      | 13      | 13      | 14    | 14      | Pos. | Pts |
| Any  | Moto   | C1      | C2      | C1     | C2     | C1      | C2      | C1      | C2      | C1      | C2      | C1      | C2      | C1      | C2      | C1      | C2      | C1      | C2      | C1      | C2      | C1      | C2      | C1      | C2      | C1      | C2      | C1    | C2      | Pos. | Pts |
| ---- | ------ | ------- | ------- | ------ | ------ | ------- | ------- | ------- | ------- | ------- | ------- | ------- | ------- | ------- | ------- | ------- | ------- | ------- | ------- | ------- | ------- | ------- | ------- | ------- | ------- | ------- | ------- | ----- | ------- | ---- | --- |
| 1998 | Suzuki | AUS     | AUS     | GBR    | GBR    | ITA     | ITA     | SPA     | SPA     | GER 15  | GER 16  | SMR     | SMR     | RSA     | RSA     | USA     | USA     | EUR     | EUR     | AUT     | AUT     | NED     | NED     | JPN     | JPN     |         |         |       |         | 51è  | 1   |
| 2001 | Ducati | SPA Ret | SPA 8   | RSA 9  | RSA 5  | AUS Ret | AUS C   | JPN 18  | JPN 22  | ITA Ret | ITA 6   | GBR 7   | GBR 10  | GER 19  | GER 6   | SMR 10  | SMR 6   | USA 7   | USA 10  | EUR 6   | EUR 12  | GER 2   | GER 1   | NED 2   | NED 2   | ITA 1   | ITA 2   |       |         | 6è   | 236 |
| 2002 | Ducati | SPA 5   | SPA Ret | AUS 3  | AUS 3  | RSA 3   | RSA 2   | JPN Ret | JPN 9   | ITA 6   | ITA Ret | GBR 8   | GBR 3   | GER 3   | GER 3   | SMR Ret | SMR Ret | USA 2   | USA 19  | GBR 5   | GBR 6   | GER Ret | GER 5   | NED 4   | NED Ret | ITA 3   | ITA 3   |       |         | 6è   | 249 |
| 2003 | Ducati | SPA 2   | SPA 2   | AUS 2  | AUS 2  | JPN 4   | JPN 4   | ITA 7   | ITA Ret | GER Ret | GER 5   | GBR 3   | GBR 3   | SMR 1   | SMR 1   | USA Ret | USA 1   | GBR Ret | GBR 4   | NED 1   | NED 2   | ITA 1   | ITA 1   | FRA 2   | FRA 1   |         |         |       |         | 2n   | 386 |
| 2006 | Ducati | QAT 15  | QAT 10  | AUS 7  | AUS 8  | SPA 7   | SPA Ret | ITA Ret | ITA 15  | EUR 4   | EUR 7   | SMR 9   | SMR 9   | CZE Ret | CZE 14  | GBR 10  | GBR 10  | NED Ret | NED 5   | GER 15  | GER 9   | ITA Ret | ITA Ret | FRA DNS | FRA     |         |         |       |         | 14è  | 103 |
| 2007 | Ducati | QAT 10  | QAT 9   | AUS 7  | AUS 6  | EUR Ret | EUR 4   | SPA 1   | SPA 4   | NED 3   | NED Ret | ITA 12  | ITA 13  | GBR 9   | GBR C   | SMR 8   | SMR 7   | CZE 12  | CZE 10  | GBR 4   | GBR 6   | GER 12  | GER 6   | ITA Ret | ITA 6   | FRA 8   | FRA 10  |       |         | 6è   | 201 |
| 2008 | Ducati | QAT 4   | QAT 2   | AUS 4  | AUS 4  | SPA Ret | SPA 7   | NED 16  | NED 4   | ITA Ret | ITA 7   | USA 14  | USA Ret | GER 6   | GER 8   | SMR 4   | SMR 1   | CZE Ret | CZE Ret | GBR DNS | GBR DNS | EUR Ret | EUR 8   | ITA Ret | ITA 12  | FRA Ret | FRA 5   | POR 9 | POR Ret | 10è  | 178 |
| 2009 | BMW    | AUS 19  | AUS 11  | QAT 13 | QAT 10 | SPA 13  | SPA 16  | NED 14  | NED 11  | ITA 7   | ITA 9   | RSA Ret | RSA Ret | USA 21  | USA 16  | SMR 14  | SMR 16  | GBR 15  | GBR 9   | CZE Ret | CZE DNS | GER     | GER     | ITA 12  | ITA 13  | FRA 11  | FRA 12  | POR 8 | POR Ret | 17è  | 74  |
| 2010 | BMW    | AUS DNS | AUS DNS | POR 10 | POR 12 | SPA 12  | SPA 11  | NED Ret | NED 10  | ITA 6   | ITA Ret | RSA 14  | RSA 11  | USA 10  | USA 11  | SMR Ret | SMR Ret | CZE 5   | CZE Ret | GBR 17  | GBR 11  | GER 7   | GER 9   | ITA 12  | ITA 9   | FRA Ret | FRA DNS |       |         | 15è  | 96  |
| 2011 | Honda  | AUS 16  | AUS 10  | EUR 12 | EUR 10 | NED 8   | NED 14  | ITA 15  | ITA 12  | USA Ret | USA 18  | SMR 11  | SMR 8   | SPA 16  | SPA Ret | CZE Ret | CZE DNS | GBR     | GBR     | GER     | GER     | ITA 17  | ITA 11  | FRA DNS | FRA DNS | POR     | POR     |       |         | 17è  | 49  |